# Ахмедабаде-Мосаддек
Ахмедабаде-Мосаддек (перс. احمدابادمصدق‎) — село на севере Ирана, в остане Альборз. Входит в состав шахрестана Назарабад. Является частью дехестана (сельского округа) Ахмедабад бахша Меркези.

## География
Село находится в западной части Альборза, к югу от гор Эльбурс, на расстоянии приблизительно 41 километра к западу-северо-западу (WNW) от Кереджа, административного центра провинции.. Абсолютная высота — 1276 метров над уровнем моря.

## История
В Ахмедабаде, в период после своего отстранения от власти, проживал премьер-министр Ирана Мохаммед Мосаддык. В селе находится могила политика.

## Население
По данным переписи 2006 года население села составляло 1401 человек (696 мужчин и 705 женщин). В Ахмедабаде-Мосаддеке насчитывалось 358 домохозяйств. Уровень грамотности населения составлял 76,16 %. Уровень грамотности среди мужчин составлял 79,17 %, среди женщин — 73,19 %.